# Eiskalt in Alexandrien – Feuersturm über Afrika
Eiskalt in Alexandrien – Feuersturm über Afrika (Originaltitel: Ice-Cold in Alex) ist ein britischer Spielfilm aus dem Jahr 1958. Er basiert auf dem Roman Eiskalt in Alexandria von Christopher Landon, der auch das Drehbuch verfasste. Alternativtitel sind Eiskalt in Alexandrien und Feuersturm über der Cyreneika.

## Handlung
Der Film spielt in Tobruk, Nordafrika, im Jahre 1942. Captain Anson ist ein britischer Offizier, der die Aufgabe hat, gemeinsam mit Tom Pugh zwei englische Krankenschwestern nach Alexandria zu bringen. Die Schwestern wurden nach einem deutschen Bombenangriff auf Tobruk von ihrer Einheit getrennt und müssen Tobruk schnellstens verlassen, da die herannahende deutsche Armee Tobruk einzunehmen scheint. Der Reise stellt sich schon zu Beginn ein großes Problem, da Anson ein Trinker ist. Tom und Schwester Diana versuchen, ihn während der Reise vom Alkohol fernzuhalten. Als weiterer Mitreisender wird ein gewisser Captain van der Poel aus Südafrika in die Reisegruppe aufgenommen.
Als die Gruppe an ein Minenfeld kommt, gibt es den ersten Streit zwischen van der Poel und Anson, dem Befehlshaber, über die Frage, wie man am besten durch das Minenfeld gelangt. Wenig später stoßen sie auf deutsche Panzer, die das Feuer auf sie eröffnen. Schwester Denise wird tödlich getroffen. Anson fühlt sich am Tod der jungen Krankenschwester schuldig. Er verspricht den Mitreisenden ein eiskaltes Bier in seiner Stammkneipe in Alexandria. Als es zur Gefangennahme der Gruppe durch die Deutschen kommt, lassen diese sie weiterreisen, da sie mit Denise eine Schwerverletzte haben, die medizinisch versorgt werden muss. Sie erkennen nicht, dass sie bereits tot ist. Am nächsten Tag wird sie von der Gruppe beerdigt. Die Beerdigung wird durch erneutes Erscheinen deutscher Panzer unterbrochen. Wieder stehen sie kurz vor der Gefangennahme, doch Van der Poel kann die deutschen Soldaten dazu bewegen, sie weiterreisen zu lassen. Dies macht ihn innerhalb der Gruppe verdächtig. Van der Poel kann ohne Probleme mit den Deutschen kommunizieren; er hat merkwürdiges Gepäck; er weiß nicht, wie man Tee auf südafrikanische Art zubereitet. Dennoch ist er ein mutiger und tatkräftiger Helfer, auf den die Gruppe nicht verzichten kann.
Der Weg führt in die Wüste, was vor allem Diana stark zu schaffen macht. Sie müssen aufgrund der deutschen Truppenbewegungen Umwege in Kauf nehmen. Eines Nachts verschwindet Van der Poel, und Tom sucht ihn. Er richtet die LKW-Scheinwerfer auf ihn und erkennt, dass Van der Poel in seinem Gepäck ein Funkgerät hat. Er ist also doch ein Spion. Dennoch unterstützen einander die Briten und der deutsche Spion auf der weiteren Reise. Als es bereits sicher scheint, dass sie Alexandria erreichen, diskutieren Anson, Tom und Diana, dass sie nicht möchten, dass Van der Poel, nachdem er ihnen so geholfen hat, als Spion erschossen wird. Sie erreichen schließlich Alexandria und trinken in Ansons Stammkneipe das eiskalte Bier. Van der Poel gibt sich ihnen als Hauptmann Otto Lutz zu erkennen, und die anderen können ihm sagen, dass sie das die ganze Zeit bereits gewusst haben. Otto Lutz gab sich zu erkennen, damit er als normaler Kriegsgefangener behandelt wird und nicht als Spion erschossen wird. Bevor er jedoch verhaftet wird, sieht Tom Pugh, dass er noch eine gefälschte britische Erkennungsmarke trägt. Er reißt sie ihm ab und rettet ihm damit das Leben.

## Kritiken
„Episode aus dem Afrikafeldzug 1942 in Libyen. […] Kriegsabenteuer mit starker, aber vordergründiger Spannung und vortrefflichen Hauptdarstellern.“

„Ein Kriegsabenteuer mit sportlicher Note, starker, aber vordergründiger Spannung und trefflichen Hauptdarstellern.“

## Auszeichnungen
Der Film lief im Wettbewerb der Berlinale 1958. J. Lee Thompson wurde mit dem FIPRESCI-Preis ausgezeichnet. 1959 wurde der Film für den British Film Academy Award als bester britischer Film nominiert. Anthony Quayle erhielt eine Nominierung als bester britischer Schauspieler.